# فرودگاه آنتالیا
فرودگاه آنتالیا (به ترکی استانبولی: Antalya Havalimanı) یکی از فرودگاه‌های پرتردد کشور ترکیه است که در شهر ساحلی و گردشگرپذیر آنتالیا در کرانه دریای مدیترانه قرار دارد.
کلنگ احداث اولین ترمینال این فرودگاه در سال ۱۹۹۶ بر زمین زده شد و در اول آوریل سال ۱۹۹۸ مورد بهره‌برداری قرار گرفت. هم‌اکنون این فرودگاه دارای دو ترمینال است.
فرودگاه آنتالیا در ۱۰ کیلومتری شمال شرق مرکز شهر قرار گرفته و از لحاظ حجم مسافر در رده دوازدهم فرودگاه‌های اروپا و دوم فرودگاه‌های ترکیه قرار دارد. حجم مسافرین جابجا شده از این فرودگاه در سال ۲۰۱۰ نزدیک به ۲۲ میلیون نفر بوده‌است که بیش از ۱۸ میلیون نفر از مسافران آن در همان‌سال را خارجیان تشکیل می‌داده‌اند.
ظرفیت این فرودگاه ۳۵ میلیون مسافر در طول سال است. فرودگاه آنتالیا مهم‌ترین فرودگاه جنوب غرب ترکیه است و دیگر فرودگاه‌های این منطقه در دالامان و بُدروم قرار دارند.
از فرودگاه بین‌المللی آنتالیا به مقصد اکثر فرودگاه‌های معروف دنیا پرواز وجود دارد.
دسترسی: اتوبوس‌های شرکت هاواش به‌طور مرتب از پایانه اتوبوسرانی این شهر و نیز پردیس دانشگاهی آک‌دنیز به سمت فرودگاه تردد می‌نمایند.
مدت زمان رسیدن به فرودگاه از دانشگاه آک‌دنیز حدود ۶۰ دقیقه و از پارک یاووز اوزجان در جاده کُنیاآلتی حدود ۳۰ دقیقه‌است.

## شرکت‌های هواپیمایی و مقصدهای پروزای
| شرکت‌های هواپیمایی                          | مقصدهای پروازی | پایانه |
| ------------------------------------------ | --- | ------ |
| آئروفلوت                                   | فرودگاه بین‌المللی شرمتیوو | ۲      |
| آئروفلوت اجرا توسط روسیه ایرلاینز          | فصلی: فرودگاه پالکوو | ۲      |
| ایر آستانه                                 | فصلی: فرودگاه بین‌المللی آلماتی، فرودگاه بین‌المللی آستانه (قزاقستان) | ۱      |
| اطلس گلوبال                                | فرودگاه بین‌المللی اربیل، فرودگاه بین‌المللی ارجان، فرودگاه بین‌المللی آتاترک | ۳      |
| آستریا ایر                                 | فرودگاه بین‌المللی وین | ۲      |
| ای‌زدای‌ال‌جت                                 | فرودگاه بین‌المللی حیدر علی‌اف (آغاز از ۲۸ مارس ۲۰۱۶) | ۱      |
| هواپیمایی آذربایجان                        | فرودگاه بین‌المللی حیدر علی‌اف (آغاز از ۲۱ مه ۲۰۱۶) فصلی: فرودگاه بین‌المللی گنجه | ۱      |
| بوراجت                                     | فرودگاه بین‌المللی صبیحه گوکچن | ۳      |
| کوندور فلوگدینست                           | فرودگاه برلین شونفلد، فرودگاه بین‌المللی دوسلدورف، فرودگاه بین‌المللی فرانکفورت، فرودگاه هانوفر-لانگنهاگن، فرودگاه مونیخ، فرودگاه اشتوتگارت فصلی: فرودگاه کلن بن، فرودگاه هامبورگ، فرودگاه لایپزیگ/هال، فرودگاه پادربورن لیپشتات | ۲      |
| کرندون ایرلاینز                            | فرودگاه اسخیپول آمستردام، فرودگاه برلین تگل، فرودگاه دورتموند، فرودگاه درسدن، فرودگاه بین‌المللی دوسلدورف، فرودگاه آیندهوون، فرودگاه ارفورت-وایمار، فرودگاه بین‌المللی فرانکفورت، فرودگاه هامبورگ، فرودگاه هانوفر-لانگنهاگن، فرودگاه لایپزیگ/هال، فرودگاه منچستر، فرودگاه مونیخ، فرودگاه نورمبرگ، فرودگاه اشتوتگارت فصلی: فرودگاه‌ام. آر. استفانیک، فرودگاه برمن، فرودگاه بروکسل، فرودگاه آیندهوون، فرودگاه خرونینگن ایلده، فرودگاه بین‌المللی جناح، فرودگاه ماستریخت آخن، فرودگاه ممینگن (آغاز از ۵ اوت ۲۰۱۶)، فرودگاه بین‌المللی مانستر اوسنابروک، تبریز – فرودگاه بین‌المللی شهید مدنی تبریز، فرودگاه بین‌المللی امام خمینی، فرودگاه بین‌المللی مادر ترزای تیرانا، فرودگاه بین‌المللی وین، فرودگاه زوریخ | ۲      |
| Corendon Dutch Airlines                    | فرودگاه اسخیپول آمستردام | ۲      |
| ایزی‌جت                                     | فصلی: فرودگاه گاتویک، فرودگاه لوتن لندن، فرودگاه منچستر | ۲      |
| easyJet Switzerland                        | فصلی: فرودگاه بازل-مولوز-فرایبورگ اروپا | ۲      |
| Edelweiss Air                              | فرودگاه زوریخ | ۱      |
| انتر ایر                                   | فرودگاه بین‌المللی کاتوویتس، فرودگاه بین‌المللی جان پل دوم کراکوف-بالیس، فرودگاه پوزنان-لاویکا، فرودگاه شوپن ورشو | ۲      |
| فن‌ایر                                      | فصلی: فرودگاه هلسینکی | ۲      |
| فری‌برد ایرلاینز                            | فصلی: فرودگاه بیرمنگام | ۱      |
| جرمنیا (شرکت هواپیمایی)                    | فرودگاه برلین شونفلد، فرودگاه برمن، فرودگاه ارفورت-وایمار، فرودگاه بین‌المللی مانستر اوسنابروک، فرودگاه نورمبرگ، فرودگاه روستوک-لاگه فصلی: فرودگاه کاسل کالدن | ۱      |
| جرمن‌وینگز                                  | فصلی: فرودگاه برلین تگل، فرودگاه کلن بن، فرودگاه هامبورگ، فرودگاه هانوفر-لانگنهاگن، فرودگاه اشتوتگارت | ۱      |
| Helvetic Airways                           | فصلی: فرودگاه برن | ۱      |
| هالیدی‌جت اجرا توسط جرمنیا فلوگ             | فرودگاه زوریخ | ۱      |
| هواپیمایی عراق                             | فرودگاه بین‌المللی سلیمانیه | ۱      |
| جت۲.کام                                    | فرودگاه بین‌المللی لیدز برادفورد فصلی: فرودگاه ایست میدلند، فرودگاه بین‌المللی گلاسگو، فرودگاه منچستر، فرودگاه نیوکاسل | ۱      |
| Jetairfly                                  | فرودگاه بروکسل فصلی: فرودگاه لیژ، فرودگاه بین‌المللی اوستند-بروگس | ۲      |
| لوفت‌هانزا                                  | فصلی: فرودگاه بین‌المللی فرانکفورت، فرودگاه مونیخ | ۱      |
| لوکزایر                                    | فرودگاه لوگزامبورگ - فیندل | ۱      |
| هواپیمایی معراج                            | فصلی: فرودگاه بین‌المللی امام خمینی | ۲      |
| نروژین ایر شاتل                            | فرودگاه گاردرموئن اسلو فصلی: فرودگاه فلسلند برگن، فرودگاه سندفیورد، تورپ، فرودگاه ورنس تروندهایم | ۱      |
| انور ایر                                   | فرودگاه بین‌المللی آتاترک، فرودگاه بین‌المللی قازان، فرودگاه بین‌المللی شرمتیوو فصلی: فرودگاه باتمان، فرودگاه ارزنجان، فرودگاه ارهاچ، فرودگاه سیواس | ۳      |
| اورن‌ایر                                    | فرودگاه بین‌المللی شرمتیوو | ۱      |
| هواپیمایی پگاسوس                           | فرودگاه اسخیپول آمستردام، فرودگاه کپنهاگ، فرودگاه بین‌المللی ارجان، فرودگاه بین‌المللی ژنو فصلی: فرودگاه بیلاند، فرودگاه بین‌المللی دوسلدورف، فرودگاه بین‌المللی گلاسگو، فرودگاه گاتویک، فرودگاه منچستر، فرودگاه بین‌المللی نوریچ، فرودگاه اشتوتگارت، فرودگاه بین‌المللی مادر ترزای تیرانا، فرودگاه بین‌المللی وین | ۱      |
| هواپیمایی پگاسوس                           | فرودگاه آدانا، فرودگاه الازیغ، فرودگاه هاتای، فرودگاه بین‌المللی صبیحه گوکچن، فرودگاه عدنان مندرس، فرودگاه بین‌المللی ارکیلت، فرودگاه ترابزون فصلی: فرودگاه دیاربکر | ۳      |
| پریمرا ایر                                 | فصلی: فرودگاه آلبورگ، فرودگاه بیلاند، فرودگاه کپنهاگ، فرودگاه گوتنبرگ-لاندوتر، فرودگاه هلسینکی، فرودگاه مالمو، فرودگاه گاردرموئن اسلو، فرودگاه استکهلم-آرلاندا | ۱      |
| رویال فلایت                                | فرودگاه چلیابینسک | ۱      |
| اسمارت‌وینگز اجرا توسط تراول سرویس ایرلاینز | فصلی: فرودگاه برنو-تورانی، فرودگاه لئوس جانسیک استراوا، فرودگاه پراگ رازیون | ۲      |
| سان اکسپرس                                 | فصلی: فرودگاه اسخیپول آمستردام، فرودگاه دورتموند، فرودگاه درسدن، فرودگاه بین‌المللی دوسلدورف، فرودگاه ارفورت-وایمار، فرودگاه بین‌المللی فرانکفورت، فرودگاه فریدریش هافن، فرودگاه گراتس، فرودگاه هامبورگ، فرودگاه هانوفر-لانگنهاگن، فرودگاه کارلسروهه/بادن-بادن، فرودگاه لایپزیگ/هال، فرودگاه لوگزامبورگ - فیندل، فرودگاه اولو، فرودگاه پادربورن لیپشتات، فرودگاه زاربروکن، فرودگاه زالتسبورگ، فرودگاه اسکندر کبیر اسکوپیه، فرودگاه استراسبورگ، فرودگاه اشتوتگارت، فرودگاه بین‌المللی مادر ترزای تیرانا، فرودگاه واسا، فرودگاه بین‌المللی وین، فرودگاه زوریخ | ۱      |
| سان اکسپرس                                 | فرودگاه آدانا، فرودگاه دیاربکر، فرودگاه اوگوزلی، فرودگاه هانوفر-لانگنهاگن، فرودگاه بین‌المللی صبیحه گوکچن، فرودگاه عدنان مندرس، فرودگاه بین‌المللی ارکیلت، فرودگاه لوگزامبورگ - فیندل، فرودگاه نورمبرگ، فرودگاه ترابزون، فرودگاه فرید ملن | ۳      |
| سان‌اکسپرس دویچلند                          | فرودگاه کلن بن، فرودگاه بین‌المللی دوسلدورف، فرودگاه بین‌المللی فرانکفورت، فرودگاه مونیخ، فرودگاه نورمبرگ، فرودگاه اشتوتگارت فصلی: فرودگاه لایپزیگ/هال | ۲      |
| ترانساویا.کام                              | فرودگاه اسخیپول آمستردام فصلی: فرودگاه آیندهوون، فرودگاه خرونینگن ایلده، فرودگاه روتردام دی‌هیگ | ۲      |
| ترنسویا فرانس                              | فرودگاه اورلی | ۲      |
| تی‌یوآی ایرلاینز نیدرلندز                   | فرودگاه اسخیپول آمستردام فصلی: فرودگاه آیندهوون، فرودگاه خرونینگن ایلده | ۲      |
| ترکیش ایرلاینز                             | فرودگاه بین‌المللی ونوکووا فصلی: فرودگاه بین‌المللی بغداد، فرودگاه بین‌المللی کیشیناو، فرودگاه بین‌المللی اربیل، فرودگاه هامبورگ، فرودگاه بین‌المللی کویت، فرودگاه اشتوتگارت، فرودگاه بین‌المللی وین | ۱      |
| ترکیش ایرلاینز                             | فرودگاه بین‌المللی آتاترک، فرودگاه بین‌المللی صبیحه گوکچن | ۳      |
| ترکیش ایرلاینز اجرا توسط آنادولوجت         | فرودگاه بین‌المللی اسن‌بوغا، فرودگاه نوشهر کاپادوکیه | ۳      |
| هواپیمایی بین‌المللی اوکراین                | فرودگاه بین‌المللی بوریسپیل فصلی: فرودگاه بین‌المللی خارکوف، فرودگاه بین‌المللی لیو دانیلو هالیتسکی، فرودگاه بین‌المللی اودسا، فرودگاه بین‌المللی زاپروژیا | ۱      |
| اورال ایرلاینز                             | فصلی: فرودگاه چلیابینسک، فرودگاه بولشویه ساوینو، فرودگاه بین‌المللی اوفا، فرودگاه کولتسوو | ۱      |
| یوتی‌ایر اوییشن                             | فصلی: فرودگاه تالاگی، فرودگاه بارنائول، فرودگاه کمروف، فرودگاه پاشکوفسکی، فرودگاه یملیانو، فرودگاه بین‌المللی دوموده‌دوو، فرودگاه اسپیچنکوف، فرودگاه تولمچوا، فرودگاه تسنترالنی، فرودگاه روستوف-نا-دونو، فرودگاه پالکوو، فرودگاه بوگاشف، فرودگاه کولتسوو | ۱      |
| یاکوتیا ایرلاینز                           | فصلی: فرودگاه پاشکوفسکی | ۱      |

## آمار
| سال (ماه‌ها) | داخلی     | ٪تغییر | خارجی      | ٪تغییر | مجموع      | ٪تغییر |
| ----------- | --------- | ------ | ---------- | ------ | ---------- | ------ |
| ۲۰۱۰*       | ۳٫۶۹۴٫۰۸۵ | ٪۱۸٬۰  | ۱۸٫۳۰۲٫۵۱۶ | ٪۲۰٬۰  | ۲۱٫۹۹۶٫۶۰۱ | ٪۲۰٬۰  |
| ۲۰۰۹        | ۳٫۱۳۵٫۱۳۹ | ٪۲۱٬۰  | ۱۵٫۲۱۰٫۵۵۴ | ٪۶٬۰   | ۱۸٫۳۴۵٫۶۹۳ | ٪۲٬۰   |
| ۲۰۰۸        | ۲٫۵۸۸٫۰۵۴ | ٪۱٬۵   | ۱۶٫۲۰۱٫۲۰۳ | ٪۶٬۹   | ۱۸٫۷۸۹٫۲۵۷ | ٪۶٬۱   |
| ۲۰۰۷        | ۲٫۵۵۰٫۳۹۶ | ٪۶٬۰   | ۱۵٫۱۵۹٫۹۸۹ | ٪۲۴٬۰  | ۱۷٫۷۱۰٫۳۸۵ | ٪۲۱٬۰  |
| ۲۰۰۶        | ۲٫۴۰۶٫۶۲۶ | ٪۵۰٬۰  | ۱۲٫۲۳۵٫۴۱۷ | ٪۱۴٬۰  | ۱۴٫۶۴۲٫۰۴۳ | ٪۸٬۰   |
| ۲۰۰۵        | ۱٫۶۰۸٫۷۴۹ | ٪۴۷٬۰  | ۱۴٫۲۵۶٫۱۱۴ | ٪۱۳٬۰  | ۱۵٫۸۶۴٫۸۶۳ | ٪۱۶٬۰  |
| ۲۰۰۴        | ۱٫۰۹۲٫۸۵۸ | ٪۷۷٬۶  | ۱۲٫۵۶۳٫۱۹۵ | ٪۲۸٬۸  | ۱۳٫۶۵۶٫۰۵۳ | ٪۳۱٬۷  |
| ۲۰۰۳        | ۶۱۵٫۴۲۰   | ٪۵٬۴   | ۹٫۷۵۶٫۱۸۰  | ٪۰٬۱   | ۱۰٫۳۷۱٫۶۰۰ | ٪۰٬۴   |
| ۲۰۰۲        | ۵۸۴٫۰۷۷   |        | ۹٫۷۵۰٫۸۷۴  |        | ۱۰٫۳۳۴٫۹۵۱ |        |

| سال (ماه‌ها) | داخلی  | ٪تغییر | خارجی   | ٪تغییر | مجموع   | ٪تغییر |
| ----------- | ------ | ------ | ------- | ------ | ------- | ------ |
| ۲۰۱۰*       | ۷۸٫۳۳۳ | ٪۱٬۰   | ۳۶۹٫۰۷۴ | ٪۲۰٬۰  | ۴۴۷٫۴۰۷ | ٪۱۶٬۰  |
| ۲۰۰۹        | ۷۷٫۷۰۵ | ٪۴۰٬۰  | ۳۰۶٫۶۱۰ | ٪۶٬۰   | ۳۸۴٫۳۱۵ | ٪۱٬۰   |
| ۲۰۰۸        | ۵۳٫۹۲۹ | ٪۰٬۱   | ۳۵۸٫۰۴۱ | ٪۱۶٬۹  | ۴۱۱٫۹۷۰ | ٪۱۴٬۳  |
| ۲۰۰۷        | ۵۳٫۹۵۲ | ٪۴٬۰   | ۳۰۶٫۳۹۴ | ٪۲۴٬۰  | ۳۶۰٫۳۴۶ | ٪۲۰٬۰  |
| ۲۰۰۶        | ۵۱٫۷۶۴ | ٪۴۸٬۰  | ۲۴۷٫۴۳۳ | ٪۱۴٬۰  | ۲۹۹٫۱۹۷ | ٪۷٬۰   |
| ۲۰۰۵        | ۳۴٫۹۳۱ | ٪۴۱٬۰  | ۲۸۶٫۸۰۱ | ٪۱۳٬۰  | ۳۲۱٫۷۳۲ | ٪۱۶٬۰  |
| ۲۰۰۴        | ۲۴٫۷۹۳ | ٪۶۹٬۶  | ۲۵۳٫۶۱۲ | ٪۳۲٬۱  | ۲۷۸٫۴۰۵ | ٪۳۴٬۸  |
| ۲۰۰۳        | ۱۴٫۶۲۲ | ٪۱۵٬۳  | ۱۹۱٫۹۱۴ | ٪۱۲٬۴  | ۲۰۶٫۵۳۶ | ٪۱۲٬۶  |
| ۲۰۰۲        | ۱۲٫۶۸۱ |        | ۱۷۰٫۶۸۸ |        | ۱۸۳٫۳۶۹ |        |